# R’Bonney Gabriel

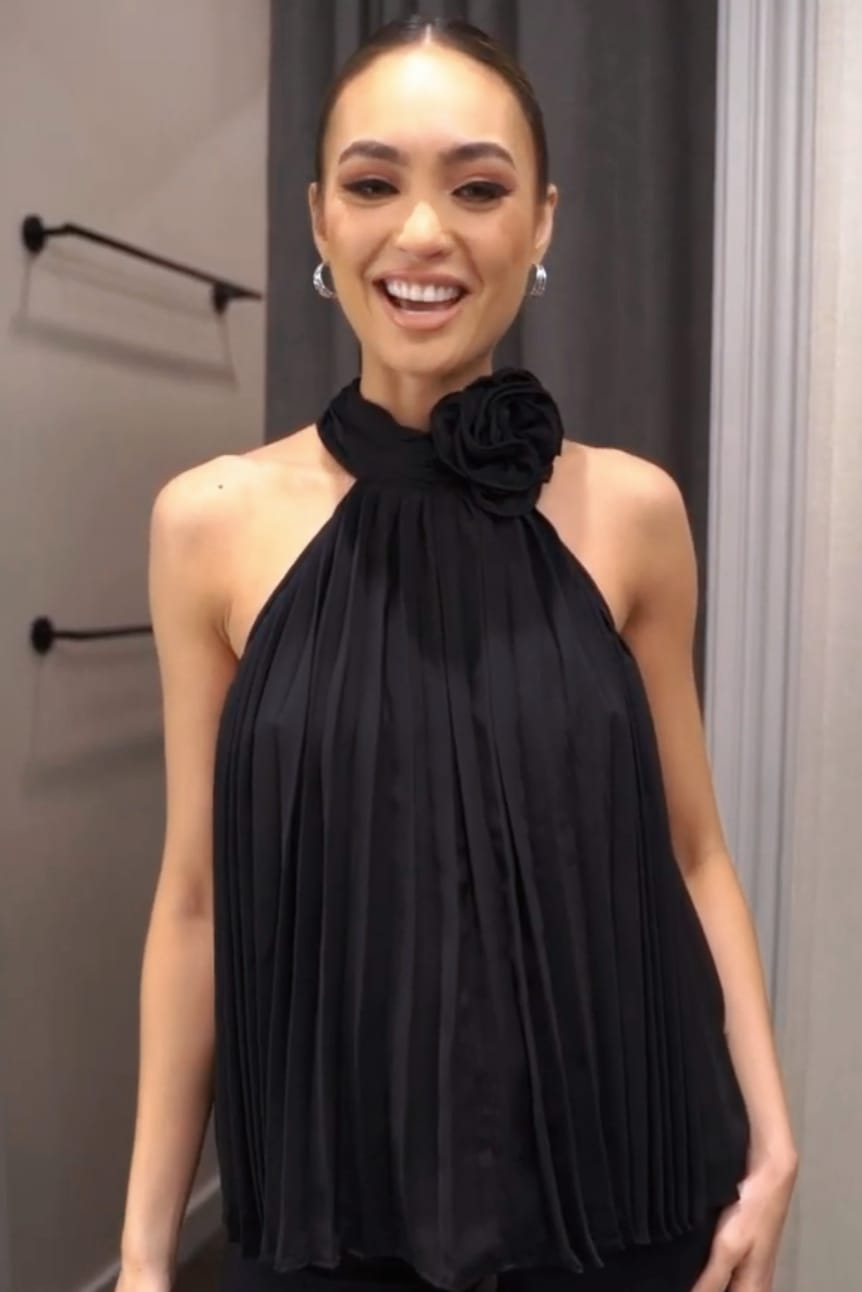
R’Bonney Gabriel, 2023

R’Bonney Nola Gabriel (* 20. März 1994 in Houston) ist eine US-amerikanische Schönheitskönigin, die als Miss USA zur Miss Universe 2022 gekürt wurde.

## Leben und Ausbildung
Gabriel ist die Tochter eines philippinischen Vaters, Remigio Bonzon „R. Bon“ Gabriel, und einer amerikanischen Mutter, Dana Walker, aus Beaumont, Texas. Ihr Vater wanderte im Alter von 25 Jahren aus Manila in den Staat Washington ein und promovierte anschließend in Psychologie an der University of Southern California. 
Sie hat drei ältere Brüder.
Gabriel spielte High-School-Volleyball. Sie schloss ein Studium an der University of North Texas mit einem Bachelor-Abschluss in Modedesign und dem Nebenfach Textilien ab und arbeitete als Praktikantin bei der Modedesignerin Nicole Miller. Gabriel arbeitet als Model und Designerin und kreiert nachhaltige und umweltfreundliche Kleidung.  Sie gibt nach eigener Aussage Nähkurse für traumatisierte Frauen, die von Menschenhandel oder häuslicher Gewalt betroffen waren, und ist dabei leitende Nähausbilderin bei Magpies & Peacocks, einem gemeinnützigen Designhaus in Houston. Gabriel recherchierte nach Miss-Universe-Schönheitsköniginnen wie der Philippinen Catriona Gray, die sie inspirierte.

## Miss Texas und Miss USA

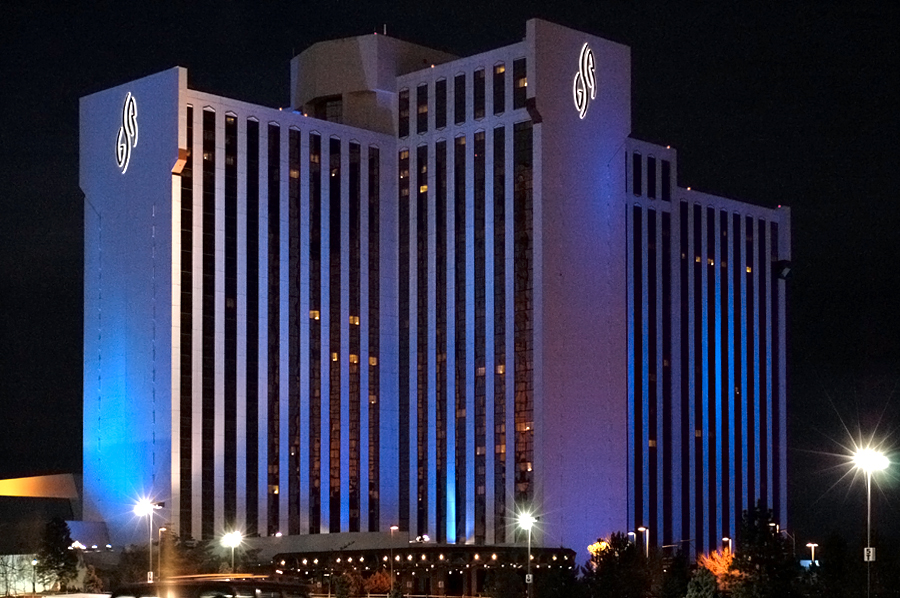
Grand Sierra Resort in Reno, Nevada, dem Austragungsort des Miss USA 2022-Wettbewerbs

2020 wurde sie bei der Wahl zur Miss Kemah unter 20 Kandidatinnen Zweite und konnte nicht an der Wahl zur Miss Texas USA teilnehmen. Dies gelang 2021 als Miss Harris County, sie wurde dann unter 131 Bewerberinnen Zweite. 2022 gewann sie gegen 80 Bewerberinnen als Miss Friendswood die Miss-Texas-Wahl und vertrat den Bundesstaat bei der Miss-USA-Wahl 2022, siegte dort und wurde erste Miss USA philippinischer Abstammung. Am Ende der Veranstaltung wurde Gabriel von der scheidenden Titelträgerin, Miss USA 2021, Elle Smith aus Kentucky, am 3. Oktober zur Miss USA 2022 gekrönt.

### Kontroverse
Ihr Miss-USA-Sieg wurde von Konkurrentinnen kritisiert, die sie beschuldigten, dass ihr eine Sonderbehandlung zugutekam. Miss Montana Heather O’Keefe sagte, Gabriel hätte Sponsoren kontaktiert, was einen „Vertragsbruch“ darstellen würde. Andere Miss-USA-Kandidatinnen sagten, sie seien während der Ermittlungen „stummgeschaltet“ und „ignoriert“ worden. In einer Erklärung sagte Gabriel der Washington Post, dass sie niemals an einem manipulierten Wettbewerb teilnehmen würde. Viele Kandidatinnen der Miss-USA-2022-Wahl verließen die Bühne, ohne Gabriel zu gratulieren. Die Vorwürfe gegen den Wettbewerb gingen auf TikTok weiter. Behauptungen, dass der fragliche Sponsor Nizuc, sie als bevorzugte gegenüber anderen Miss-USA-Kandidatinnen im Juli in ein Resort in Cancun, durch die von Miss USA gesponserte Fluggesellschaft United Airlines geflogen hatte, wies Gabriel zurück, sie hätte den Flug selber bezahlt. Es gab Vorwürfe, nachdem Gabriel zur Miss-Texas-USA gekrönt worden war, und Werbematerial drehen konnte, das der Instagram-Account des Resorts weniger als 24 Stunden nach dem letzten Wettbewerb veröffentlichte. Nach den Manipulationsvorwürfen leitete die Miss Universe Organisation eine Untersuchung durch Dritte ein.

### Subjektive Beurteilung
Bei Schönheitswettbewerben, die meist subjektiv beurteilt werden, sind Vorwürfe der Vorzugsbehandlung keine Seltenheit. Die Autorin Hilary Levey Friedman sagte in der Washington Post, „Die Vorstellung, dass die Teilnehmerinnen von Schönheitswettbewerben gehässig, konkurrenzfähig und darauf bedacht sind, sich gegenseitig zu übertrumpfen, nährt ein großes Klischee in der Branche“. Des Weiteren sagte sie, dass der ehemalige US-President Donald Trump während seiner Zeit als Eigentümer von Miss USA die Favoriten auswählte.

## Miss Universe

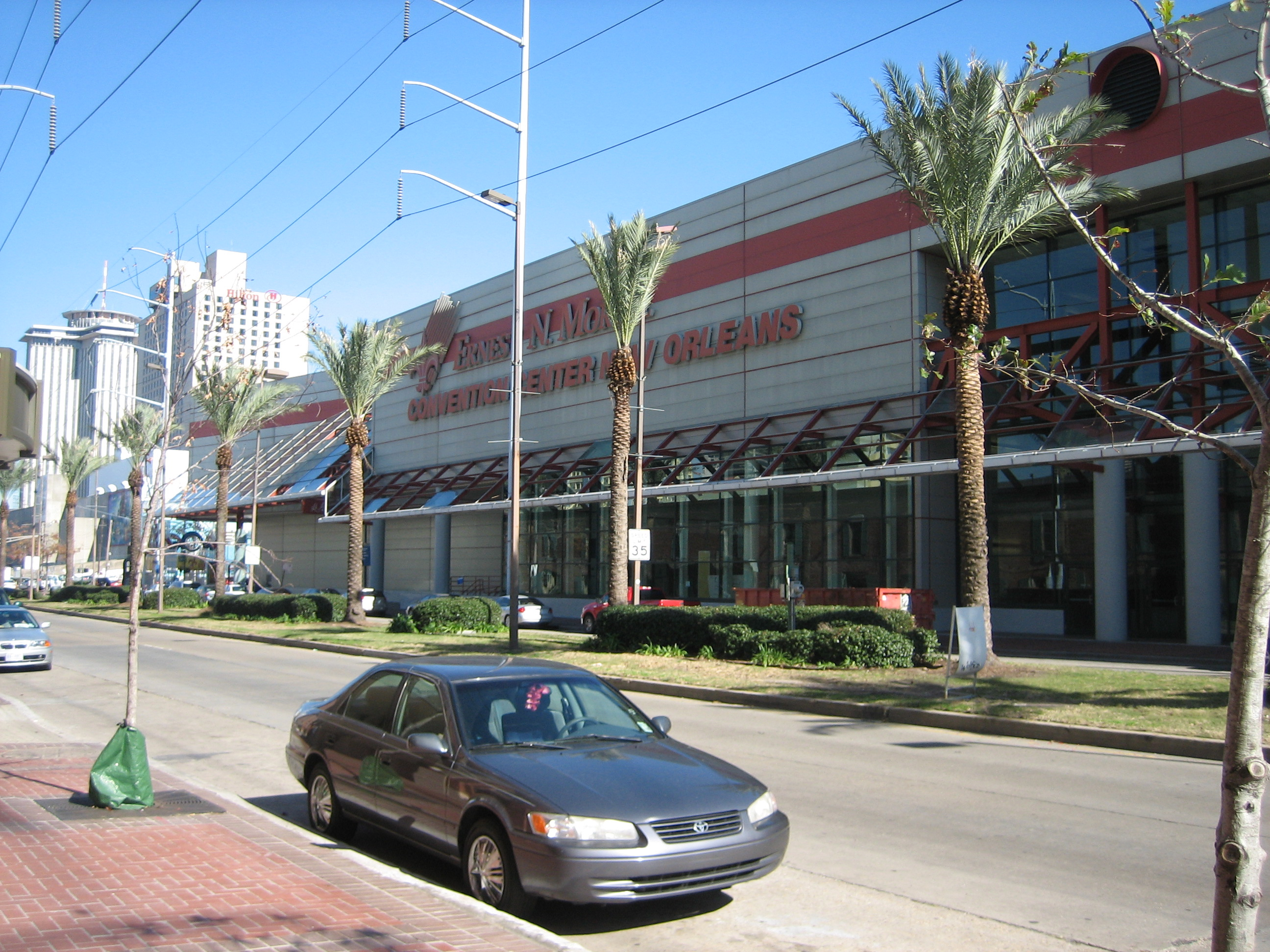
Das New Orleans Morial Convention Center und der Austragungsort von Miss Universe 2022

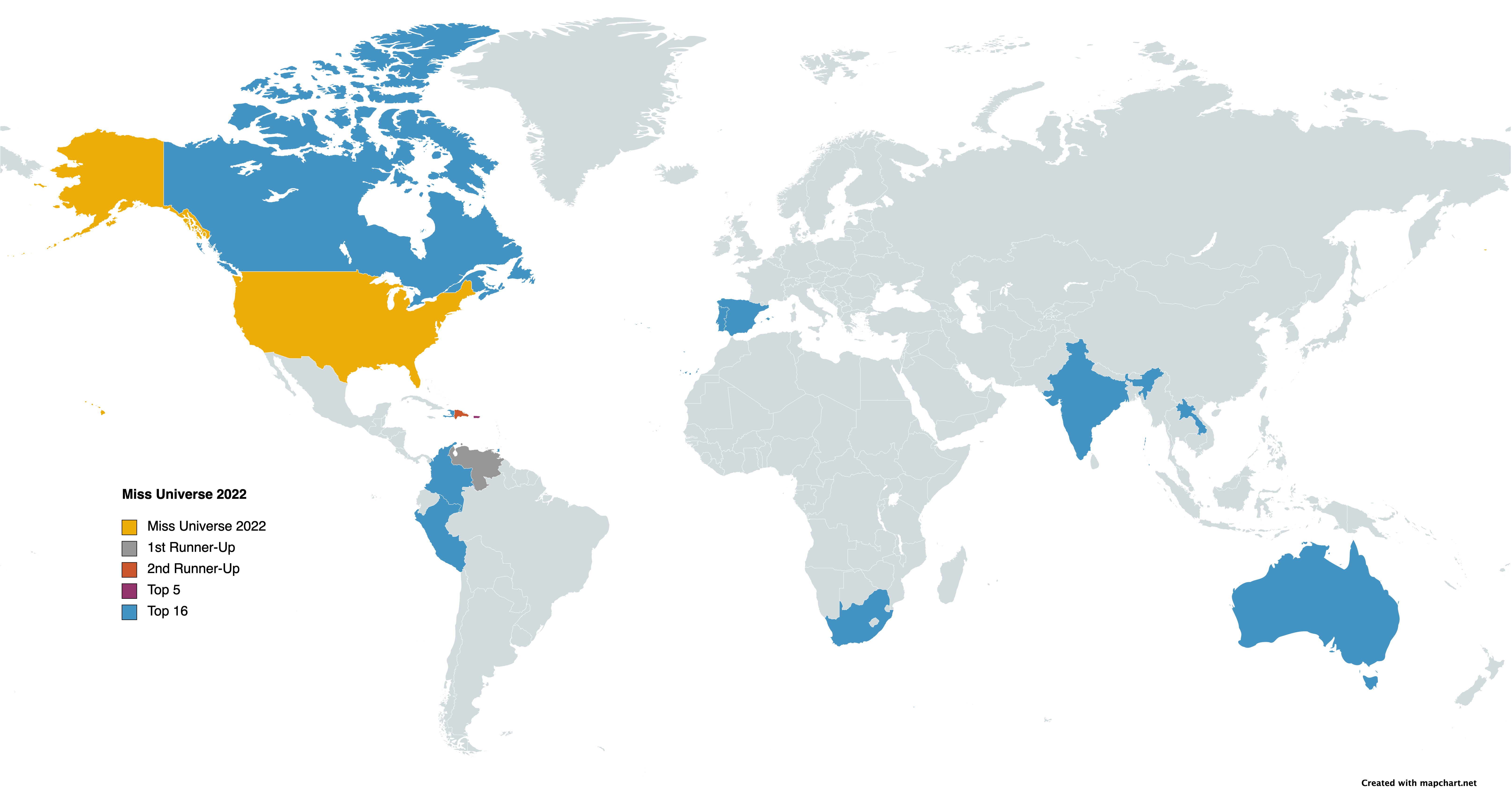
Endergebnisse von Miss Universe 2022

Am 14. Januar 2023 wurde sie in New Orleans zur Miss Universe gekürt, sie setzte sich gegen 83 Mitbewerberinnen durch. Den zweiten und dritten Platz belegten die Venezolanerin Amanda Dudamel und die Dominikanerin Andreína Martínez. Gabriel stellte ihr „Woman on the Moon“-Kostüm in Zusammenarbeit mit einer philippinischen Künstlerin her.
Sie bekam die Krone von ihrer Vorgängerin, Harnaaz Sandhu aus Indien, aufgesetzt. Gabriel sagte, dass sie sich dafür einsetzen möchte, die Altersgrenze des Wettbewerbs, die bei 28 Jahren liegt und ihr Alter zu diesem Zeitpunkt war, nach oben zu verschieben.